# Miles Hawk
Miles M.2 Hawk là một loại máy bay hạng nhẹ hai chỗ của Anh trong thập niên 1930, do hãng Miles Aircraft Limited thiết kế chế tạo.

## Biến thể
M.2
M.2A
M.2B
M.2C
M.2D

## Quốc gia sử dụng

### Quân sự
Úc
- Không quân Hoàng gia Australia

 New Zealand
- Không quân Hoàng gia New Zealand

 South Africa
- Không quân Nam Phi

## Tính năng kỹ chiến thuật (M.2)
Đặc điểm tổng quát
- Sức chứa: 2
- Chiều dài: 40 ft 7 in (12.37 m)
- Sải cánh: 33 ft 0 in (10.06 m)
- Chiều cao: 6 ft 8 in (2.03 m)
- Diện tích cánh: 169 ft2 (15.7 m2)
- Động cơ: 1 × ADC Cirrus IIIA, 95 hp (71 kW) mỗi chiếc

Hiệu suất bay
- Vận tốc cực đại: 115 mph (185 km/h)
- Vận tốc hành trình: 100 mph (161 km/h)
- Tầm bay: 450 dặm (725 km)
- Trần bay: 16,000 ft (4,880 m)
- Vận tốc lên cao: 860 ft/min (4.4 m/s)